# Automóvil subcompacto

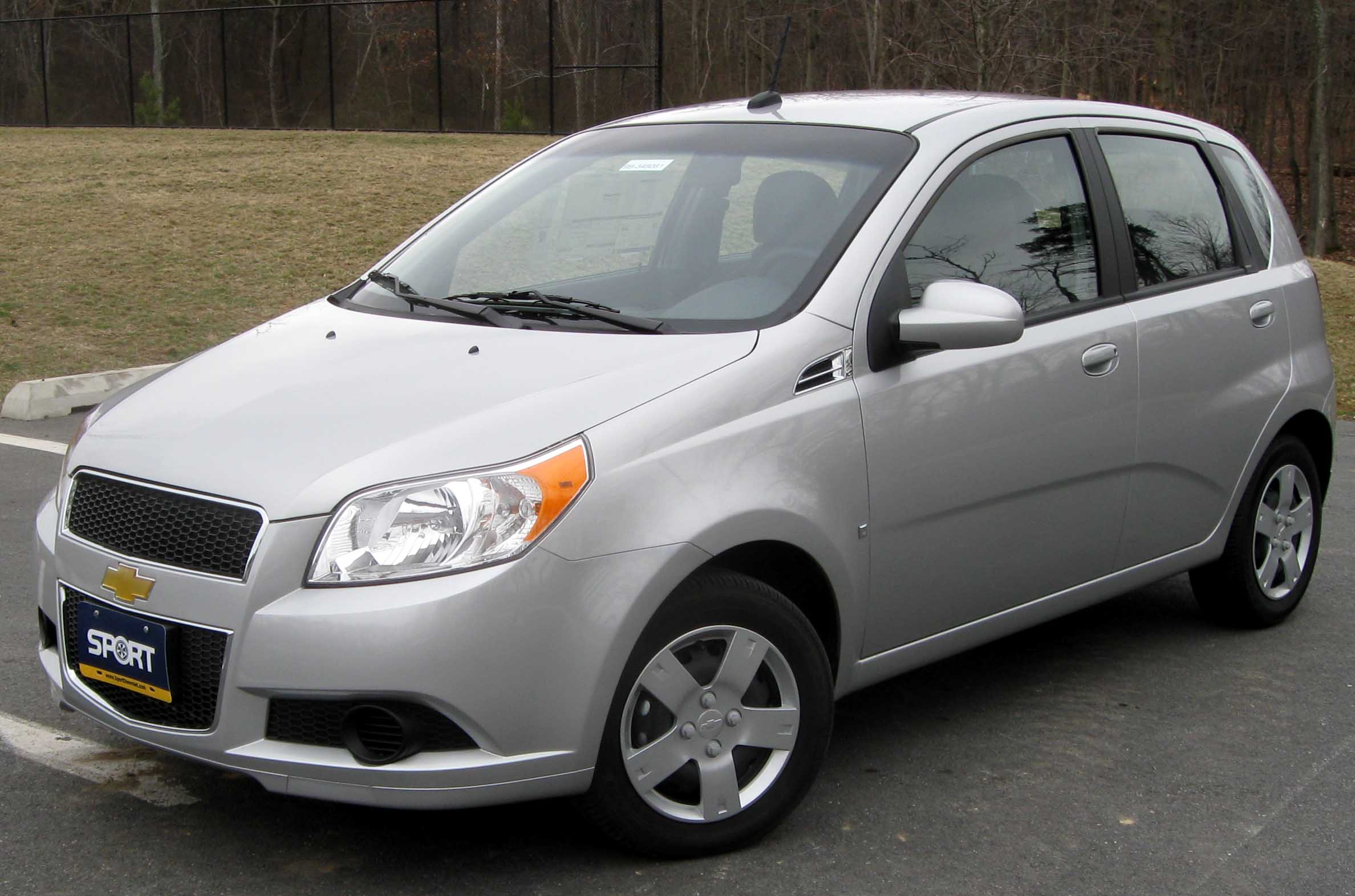
Chevrolet Aveo 2009

El automóvil subcompacto es una clasificación estadounidense para automóviles que es, en términos generales, equivalente a las clasificaciones del segmento B (Europa) o supermini (Gran Bretaña) y más pequeña que un automóvil compacto.
Según la definición de clase de tamaño de automóvil de la Agencia de Protección Ambiental de los EE. UU. (EPA), la categoría de subcompactos se encuentran entre las categorías minicompacto y compacto. La definición de EPA de un subcompacto es un automóvil de pasajeros con un interior combinado y un volumen de carga de entre 2410 y 2800 L. Los ejemplos actuales de subcompactos son el Ford Fiesta y el Chevrolet Aveo. Los autos más pequeños en la categoría del segmento A (como Chevrolet Spark y Smart Fortwo) a veces se denominan subcompactos en los EE. UU., porque el nombre de la EPA para esta categoría más pequeña, minicompacto, no se suele usar por el público en general.
La prevalencia de automóviles pequeños en los Estados Unidos aumentó en la década de 1960 debido al aumento de las importaciones de automóviles de Europa y Japón. El uso generalizado del término subcompacto coincidió con el aumento de los automóviles subcompactos fabricados en los Estados Unidos a principios de la década de 1970. Los subcompactos de principios de la década de 1970 incluyen el AMC Gremlin, Chevrolet Vega y Ford Pinto .

## Historia

### 1960
El término subcompacto se originó durante la década de 1960. Sin embargo, se hizo popular a principios de la década de 1970, cuando los fabricantes de automóviles de Estados Unidos comenzaron a introducir automóviles más pequeños en su gama.

### 1970
Debido a la creciente popularidad de los automóviles pequeños importados de Europa y Japón a finales de la década de 1960, los fabricantes estadounidenses comenzaron a lanzar modelos competidores fabricados localmente a principios de la década de 1970. El AMC Gremlin fue descrito en su presentación de abril de 1970 como la primera importación construida en Estados Unidos y el primer automóvil subcompacto construido en Estados Unidos. También se introdujeron en 1970 el Chevrolet Vega y el Ford Pinto. Los planes para el subcompacto AMC Gremlin eran anteriores a Vega y Pinto por varios años debido a la estrategia de AMC de reconocer las oportunidades de los mercados emergentes antes que la competencia.

### 1980
Para reemplazar al viejo Chevette en la segunda mitad de la década de 1980, Chevrolet introdujo subcompactos de tracción delantera importados comercializados: el Suzuki Cultus (un hatchback de tres cilindros, con la insignia de Chevrolet Sprint) y el Isuzu Gemini (un hatchback de cuatro cilindros o sedán con la insignia de Chevrolet Spectrum).

### 1990
Durante la década de 1990, GM ofreció la marca Geo con el subcompacto Metro construido por Suzuki.

### 2000 a la actualidad
Debido a la demanda de los consumidores de automóviles de bajo consumo de combustible a fines de la década del 2000, las ventas de automóviles subcompactos la convirtieron en la categoría de mercado de más rápido crecimiento en los EE. UU. Sin embargo, los bajos precios de la gasolina y el espacio adicional en los SUV contribuyeron a una caída del 50 % en ventas de subcompactos en el primer semestre de 2020 en comparación con 2019. La mayoría de los subcompactos estaban fuera de producción a finales de la década, incluido el Mazda 2 (descontinuado después de 2014), Scion xD (2016), Toyota Prius C (2017), Ford Fiesta (2019), Nissan Micra (2019), Smart Fortwo. (2019), Fiat 500 (2019), Toyota Yaris (2020), Honda Fit (2020) y Chevrolet Sonic (2020).